# Mercedes-Benz W110
Vehiculele W 110 Mercedes-Benz au fost fabricate între anii 1961 - 1968, aparținând clasei medii-superioare și înlocuind modelul "Ponton" din seria W 120 / W 121.
Ceea ce distinge W 110, precum și seriile W 111 și W 112, este „coada de rândunică”, cu care producătorul Mercedes-Benz, care în mod normal a avut un design destul de conservator, a făcut o concesie neobișnuită pentru moda timpului în Statele Unite. Forma simplă, elegantă, cu scobituri laterale în tablă, a fost dezvoltată de către fostul șef de design al MB, Karl Wilfert, împreună cu echipa sa. Comparativ cu vehicule americane, „coada de rândunică” este mică la W110. Producătorul a numit-o "Peilstege", și ar fi trebuit să facă mai ușoara parcarea – ea a marcat însă în mod clar sfârșitulul modelului. Caroseria s-a remarcat printr-o siguranță pasivă necunoscută până atunci: a avut prima celula stabilă pentru pasageri și zone de deformare eficiente. Mercedes a făcut teste de impact extinse, de exemplu, au răsturnat un vehicul cu 80 km / h pe rampă.
Versiunile diesel 190 D și 200 D au fost modelele de taxi cele mai utilizate la timpul lor, datorita durabilității și fiabilității acestora, combinată cu confortul la rulare, portbagajul foarte mare și consumul redus de combustibil. Modelele diesel au fost produse în număr mult mai mare decât cele pe benzină. Greutatea proprie de doar 1,4 tone și puterea motorului diesel de 55 CP reprezenta la momentul apariției o combinație reușită; viteza maximă a modelului cu transmisie automată a fost de 127 km / h, accelerația de la 0 la 100 km / h, cu transmisie manuală era de 29 de secunde - un VW Broscuța 1200 cu 34 CP are nevoie de 33 secunde. Mercedes-Benz a fost singurul producător de autoturisme diesel în Germania, de la întreruperea Borgward 1800 diesel 1954 și până la apariția Opel Rekord 2100 D în 1972.

## 190 și 190 D - 1961-1965

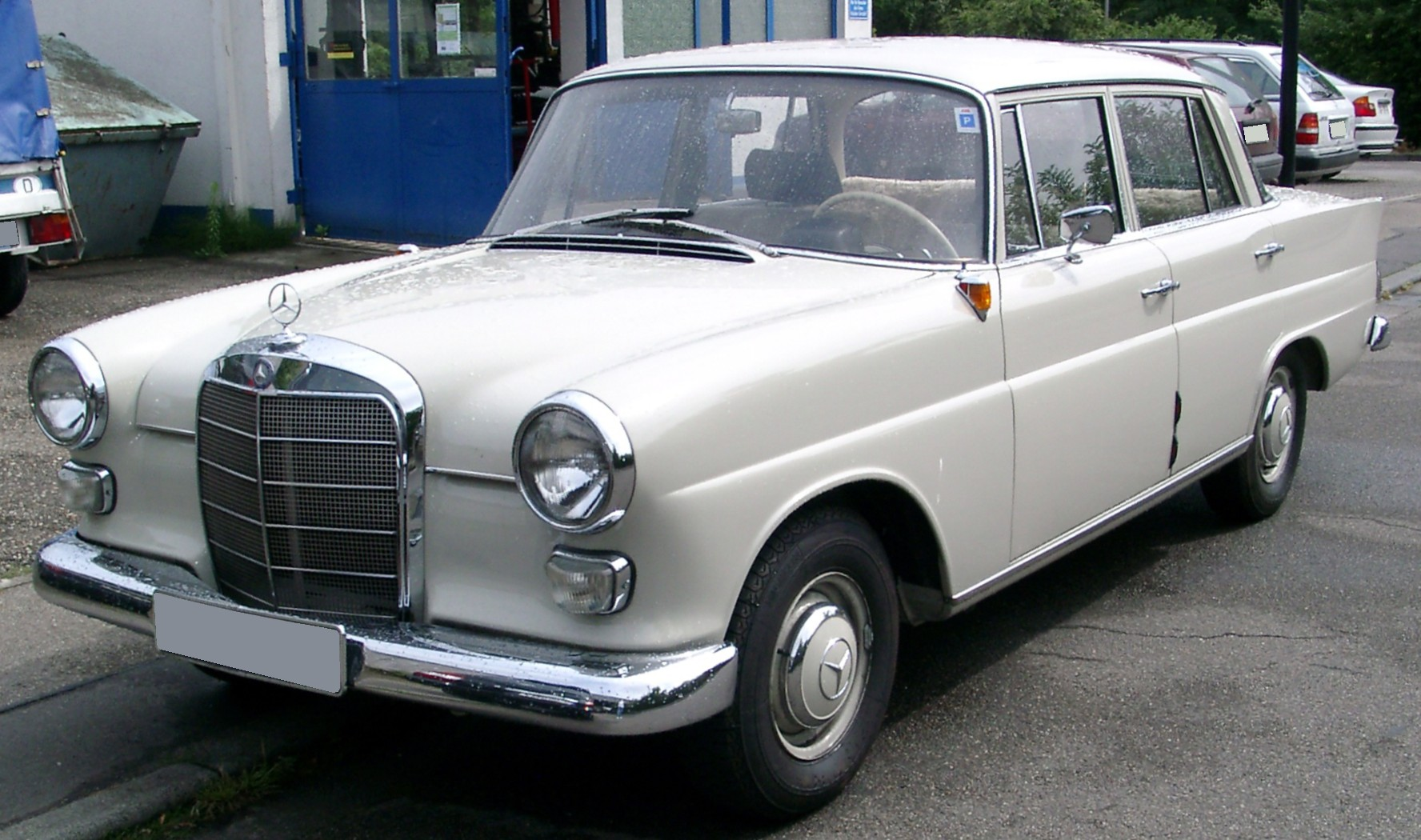
Mercedes-Benz 190 c / W110, Serie dupa 1963 cu faruri de ceata suplimentare

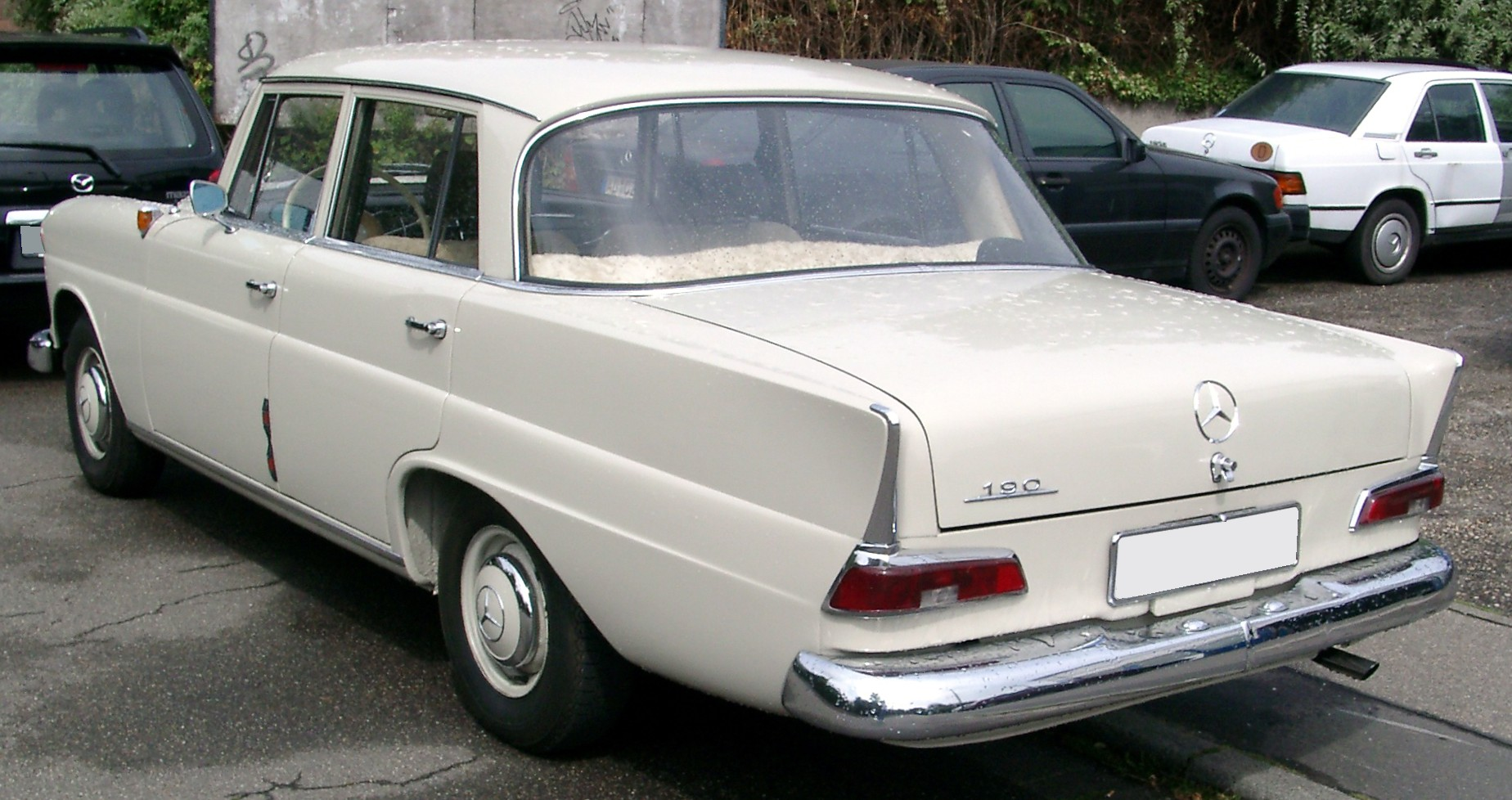
Mercedes-Benz 190 „Mica Coada de Randunica“

În iunie 1961 a început producția modelelor 190 și 190 D. W110 avea multe elemente de caroserie comune cu modelele superioare W 111 / W 112 care apăruseră în 1959; partea din spate era aproape identică cu 220 (b).  
Modelul se diferenția de frații săi mai mari cu o parte frontală mai scurtă cu 14,5 cm, farurile rotunde în loc de verticale, stopuri mai mici, bare de protecție mai simple și mai puțin crom. Luminile de ceață erau oferite ca opțiune sub farurile principale. Semnalizatoarele din față împreună cu luminile de parcare au fost amplasate pe aripile frontale. Pe aripa stânga a fost localizată până în 1963 și oglinda retrovizoare exterioară, apoi a fost montată pe ușă, dupa geamul cu balamale din partea șoferului, ceea ce a făcut mai ușoară reglarea sa de pe scaunul conducătorului auto. Stopurile au fost modificate încă în 1961, sticla proeminenta de sus până la mijloc fiind aplatizată. Porecla modelului este „coada de rândunică mică” (spre deosebire de 111 W / W 112, „coada de rândunică mare”) și se datorează aripilor spate în forma de coadă de rândunică. Interiorul și dimensiunile portbagajului sunt aceleași ca și la „coada de rândunică mare”. Toate modelele au avut un panou de instrumente neobișnuit, cu scară tahometru cu funcționare pe verticală. În funcție de viteză culoarea indicatorului se schimba de la galben la roșu. Această schimbare de culoare era generată de un cilindru cu rotație în jurul propriei axe ("tahometru Roll"). Capacul rezervorului a fost localizat pe toate modelele sub placa de înmatriculare spate.

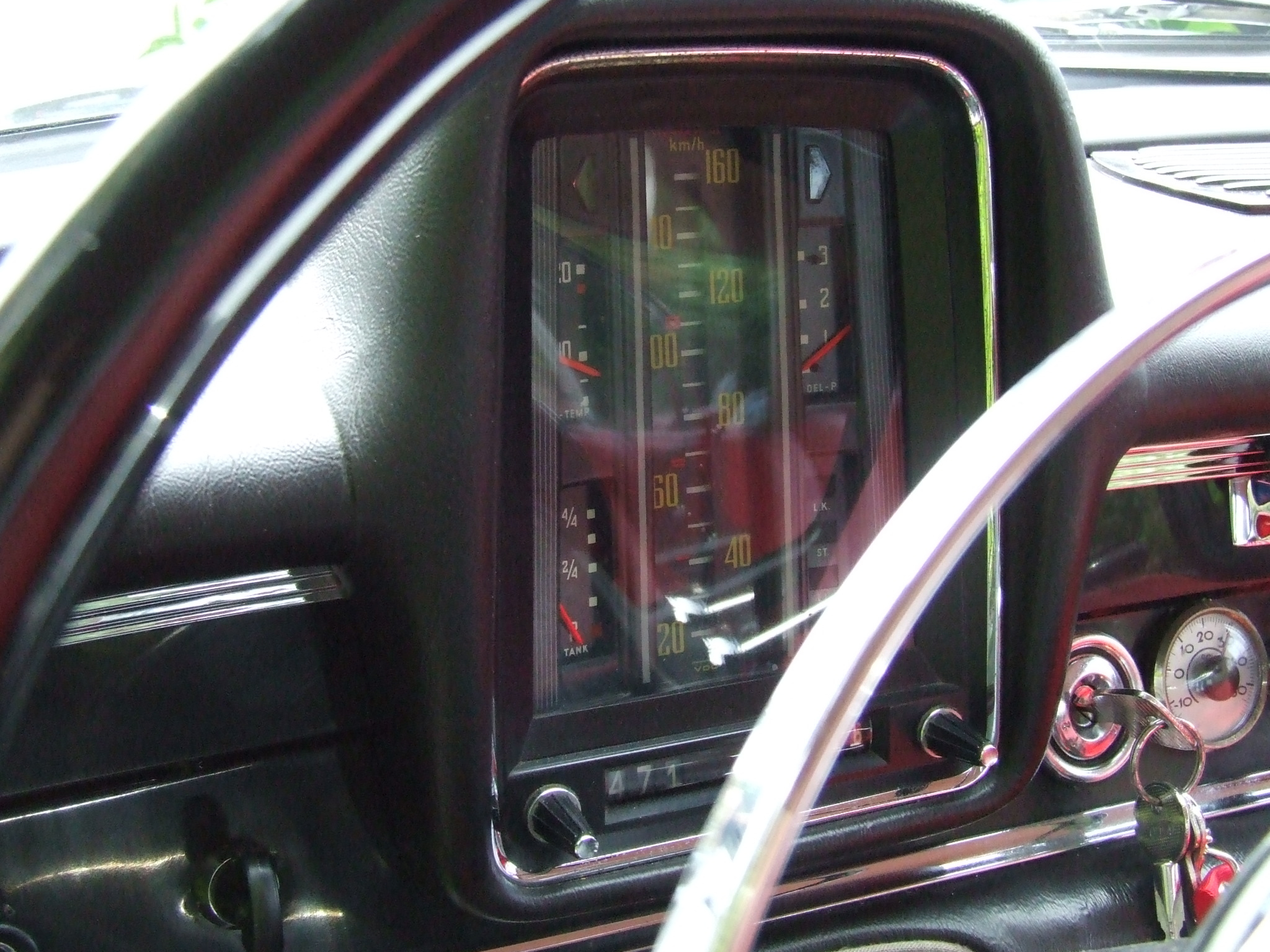
Tablou de bord cu vitezometru pe tahometru 190c 1964

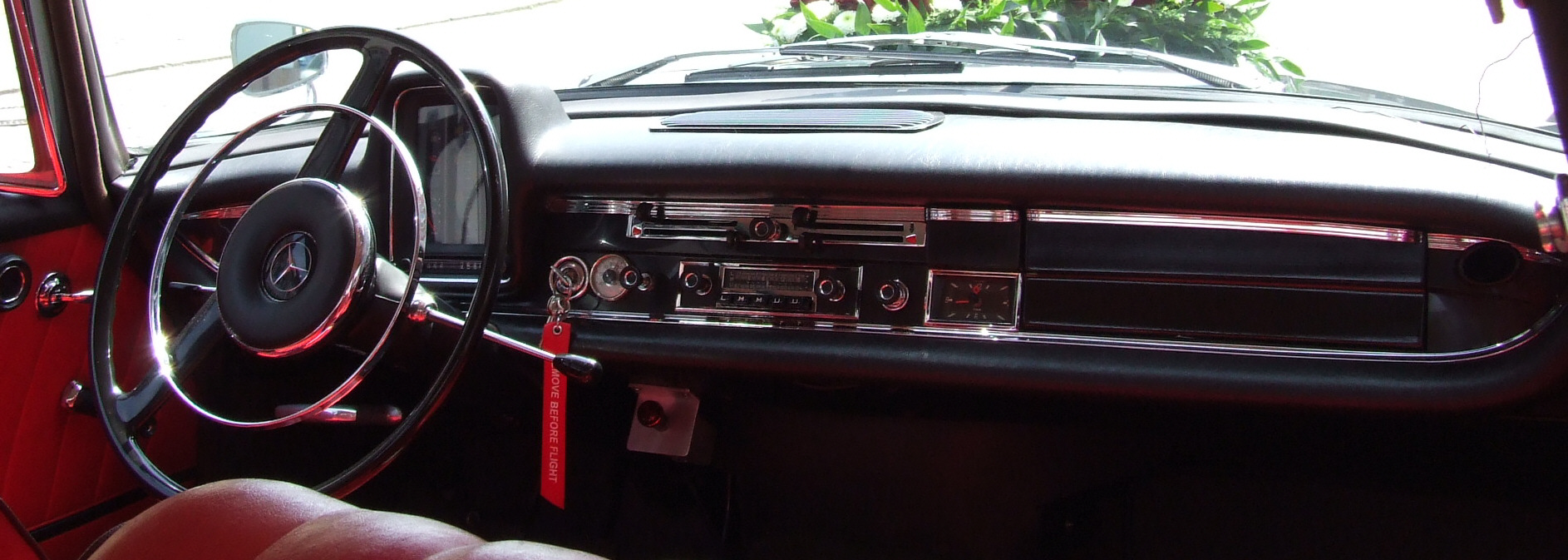
Bordul unui 190c 1964

Mașinile au fost vândute sub denumirea de 190 și 190 D (diesel), pentru a le distinge de modelele precedente Ponton cu clasificarea internă 190c și 190dc. Ca motorizare au fost folosite o serie motoare cu patru cilindri: la 190c M 121 cu cilindree 1.9 litri și 80 CP, sistem de combustibil cu un carburator Solex 34 PJCB. 190 D era un nativ din seria Ponton, aici extinsă până la 2 litri de motor diesel OM 621 cu pompă de injecție Bosch III cu 4-pistoane și 55 CP.
Axa de față este formată din 2 brațe oscilante , duble (inferior și superior) cu arcuri elicoidale. Axa din spate este formată din 2 părți pendulare cu articulație mobilă la mijloc, 2 arcuri elicoidale și un arc compensator în mijloc. Frânele sunt acționate hidraulic, au tamburi de frână și în spate și în față, că extra ar fi servofrâna. Începând din august 1963 s-a montat în serie un sistem de frânare cu dublu circuit cu acționare servo și cu discuri de frâna în față.

## 200 și 200 D - 1965 – 1968

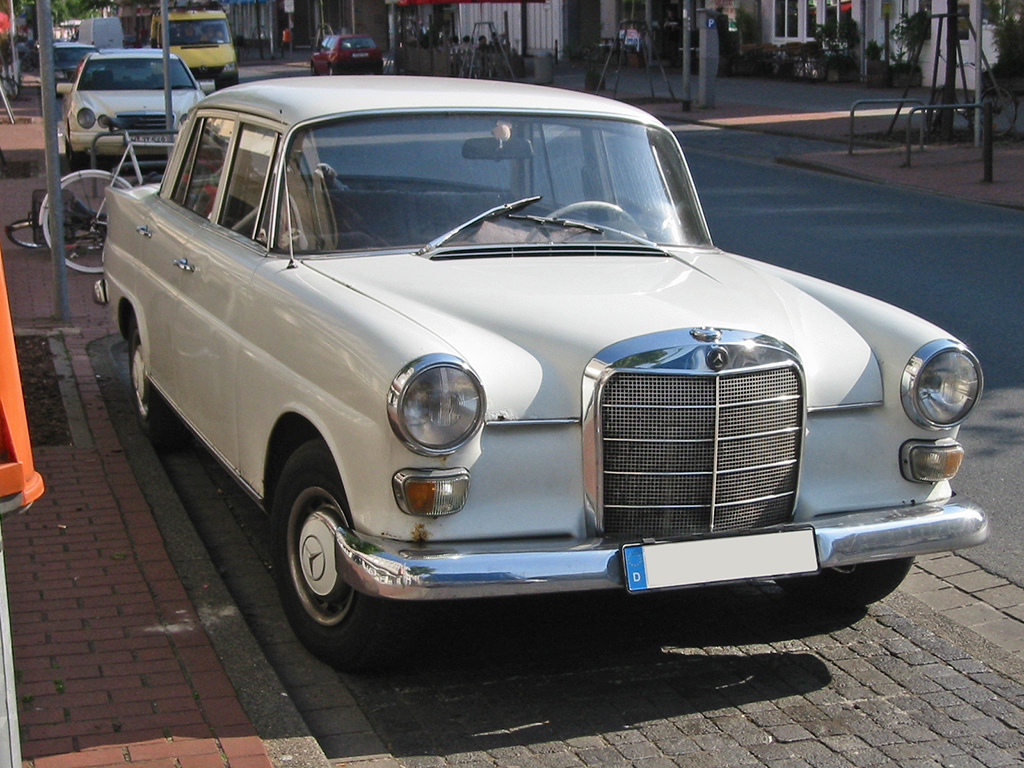
Mercedes-Benz 200 / W 110

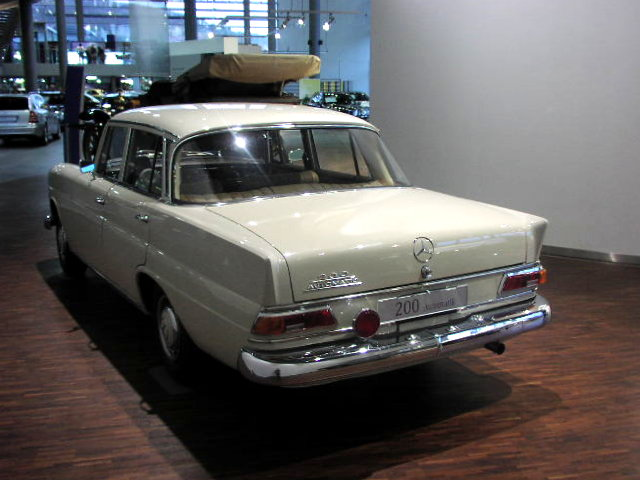
Mercedes-Benz 200 „Mica Coada de Randunica“

Începând din iulie 1965 vehiculele au fost denumite 200 si 200 D. 200D-ul a apărut cu un motor modernizat (OM621 VIII) cu 5 lagăre de palier fata de precedentul care avea 3 lagăre de palier. Si la motorul pe benzina, M 121 capacitatea cilindrică a crescut la 2 litri iar puterea la 95 CP. Amestecul se face acum prin două carburatoare Solex 38 PDSJ. 
200 diferă de predecesorii săi, pe langa motoare, prin luminile standard auxiliare de sub faruri care includ faruri de ceata, lumini de parcare și semnalizatoare. Rezervorul este mărit la 65 litri (opțional chiar 85 l), guri de aerisire cromate în pilonul spate ca la W 111 / W 112 și două benzi orizontale cromate pe partea din spate - în spate dispare cromul de pe aripioare, făcându-le mai puțin ostentative (aripioarele de tip „rândunica” ies din modă la acea vreme, apogeul lor fiind la sfârșitul anilor 1950). Luminile din spate la 190 aveau forma ușor înclinată spre centru și semnalizatoarele roșii. La 200 devin drepte, și, prin urmare, puțin mai mari,  iar semnalizarea devine galbena conform noilor reglementari.

## 230 - 1965 – 1968
Ca o completare apare 230 cu un motor de 2.3 litri cu șase cilindri M 180 ca cel mai puternic model din seria W 110 – la început cu 105 CP și două carburatoare Solex 38 PDSI-2, din iulie 1966 cu 120 PS si doua carburatoare Zenith 35/40 INAT. Motorul de 120 CP – aduce 230 cu transmisie manuală până la 175 km / h cu o accelerație de la 0 la 100 km / h in 13 secunde. 230-ul a fost prima mașina creata de Mercedes in serie care avea un rezervor de compensare a lichidului de răcire montat in compartimentul motor. Din cauza blocului motor mai lung a fost necesara mutarea radiatorului de apa, mai in fata mașinii sub jugul superior din acest motiv nu a mai fost posibila amplasarea gurii de umplere pe radiator. In exterior, 230 diferă de frații săi mai mici, 200 D și 200 numai prin cuvintele "230" de pe capacul portbagajului. În interior, au fost montate pe ușile din spate mânere suplimentare, bancheta din spate are cotiera retractabila incorporata. 230 este „un hibrid” ca să spunem așa, o versiune de trecere între mașinile mici cu patru cilindri și varianta mare cu șase cilindri - Mercedes-Benz atribuise acest rol înainte (1956-1959), modelului 219 de la W 105. Volumul de producție a modelului 230 este de 40300 unitati.

## 1967 facelift
În 1967, W 110 a fost revizuit pentru ultima dată, o coloană de direcție nou dezvoltata a făcut sa crească șansele de supraviețuire în cazul unui accident. Coloana de direcție nouă se aduna in caz de impact. Pentru coloana de direcție nouă tabloul de bord a fost ușor revizuit in zona de sub volan. În plus, apar, un volan nou cu absorbant de impact îmbunătățit, butoane noi pentru diversele controlere pe tabloul de bord, mânerele ferestrelor și ușilor de interior, precum și oglinzile laterale sunt reproiectate.
În februarie 1968, producția de serie a modelului W 110 a fost întreruptă după aproape șapte ani. Succesorul sau, produs din toamna lui 1967, este modelul W 115 "Bot de cal" (Strich 8).
W 110 este acum un oldtimer apreciat.

## Variante caroserie
- 4 uși, sedan
- Cu 4 uși sedan cu 7-locuri cu versiune lunga (Conversie - Binz)
- Combi cu 5 uși, denumit "Universal" (construit de IMA în Belgia)

## Combi
În programul oficial de vânzări exista în 1966 și 1967 Combi-ul "Universal", care a fost precedat in 1965 de producția, într-un număr mic, a modelului 190 in varianta combi.
Vehiculele, fabricate de la începutul anului 1965 sub licență de Daimler-Benz la IMA în Mechelen (Belgia), sub numele "Universal" conform specificațiilor de calitate Mercedes, au fost inițial doar combi. Au fost oferite trei modele "mici": 200, 200 D, 230, si modelul "mare" W 111 230S. In total au fost produse 2754 de bucati IMA Universal „coada de rândunica”. În număr mic, au fost produse la IMA si limuzine „coada de rândunica”. Mai târziu, IMA produce si câteva limuzine de tip W115. Compania a dat faliment în 1968.

Mașinile Combi produse de IMA au fost considerate, datorita acordului de cooperare cu Daimler-Benz, ca singurele modele combi „oficiale” ale „cozii de rândunica”; alte combi-uri au fost catalogate ca si recarosare. La restaurări este evident că protecția la coroziune de la IMA nu este chiar la nivelul Daimler-Benz: combi-urile IMA sunt, după cum reiese din rapoartele clubului de mașini de colecție VDH, statistic, intr-o stare semnificativ mai proasta ca o limuzina si au nevoie aproape întotdeauna de un nivel ridicat de restaurare, în special la partea din spate, cu piese specifice pentru Combi.
În plus față de limuzine, din modelul W 110, s-au fabricat si structuri speciale, precum ambulanta, dric și utilitare. În mare parte acestea au fost livrate ca si caroserii fara acoperiș, fereastra din spate și capacul portbagajului de la Sindelfingen către diferite firme de carosare. Binz și Miesen făcut ambulanțe, dar și dricuri, utilitare, și combi.
Pollmann, Rappold, Welsch, Stolle, Pilato și alte companii produc în primul rând dricuri. În număr foarte mic pe lângă camioanele comerciale, se pot comanda și combi de la companiile Jauernig (Austria), Marbach (Elveția), Movauto (Portugalia) și Haegele.

## Motoare
Benzina:

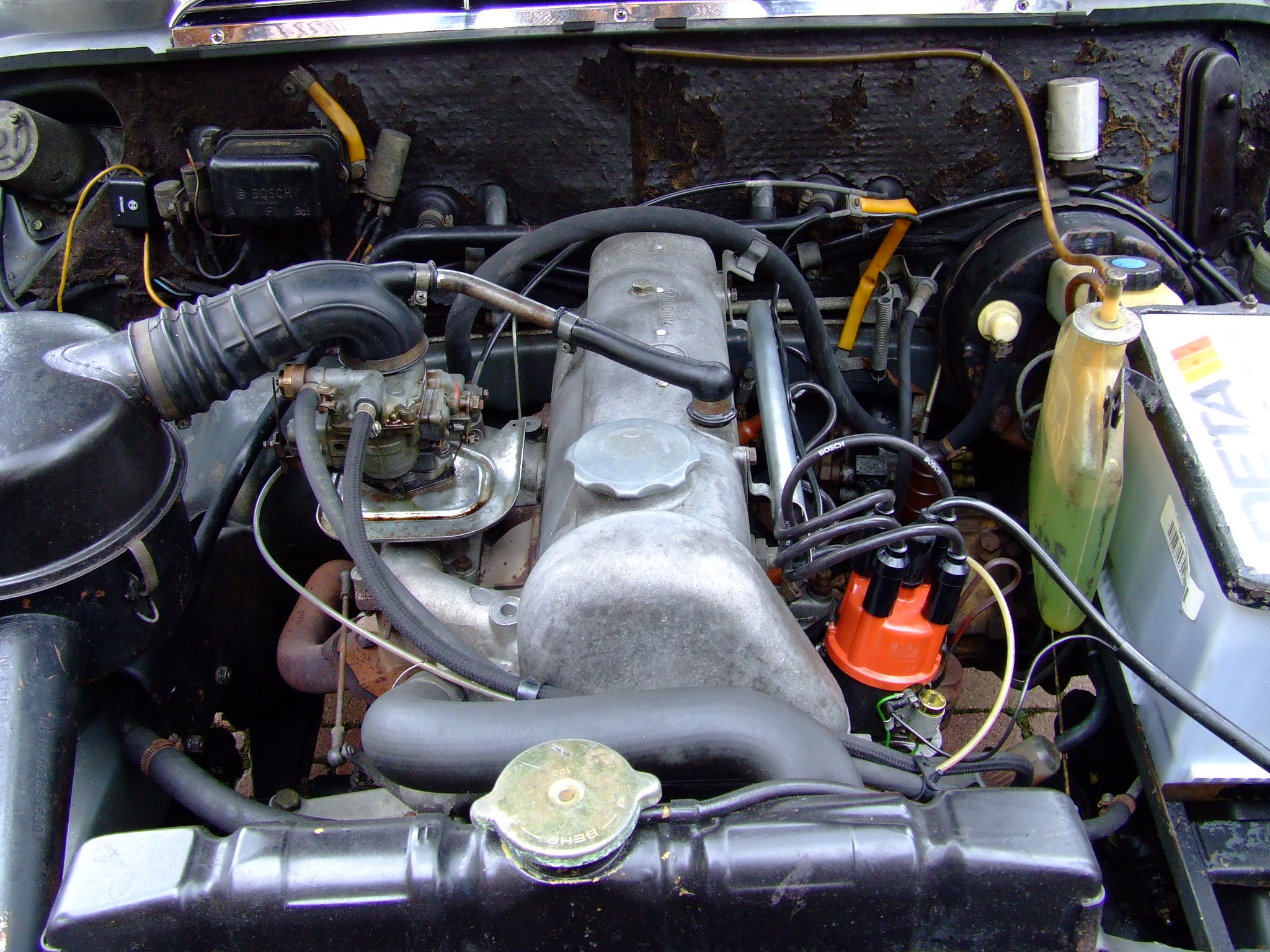
Motor M121 190c 1964

- 1.9-litri cu patru cilindri (M 121) 80 CP (190 c, 1961-1965)
- 2.0-litri cu patru cilindri (M 121) 95 CP (200, 1965-1968)
- 2.3-litri cu șase cilindri (M 180) 105 cp (230, 1965-1966)
- 2.3-litri cu șase cilindri (M 180) 120 cp (230, 1966-1968)

Motoare diesel:
- 2.0-litri cu patru cilindri (OM 621) 55 CP (190 DC, 1961-1965)
- 2.0-litri cu patru cilindri (OM 621) 55 CP (200 D, 1965-1968)

## Cutii de viteza
Automate și cu patru viteze manuale – cu schimbător la volan in producția de serie, cu schimbător la podea opțional. Pentru toate modelele a fost disponibila opțional o cutie automata cu patru trepte (o cutie automata cu patru trepte de viteza a fost revoluționar la acea dată - în vehiculele celorlalți producători cutia automata avea un maxim de trei trepte). Viteza intai nu putea fi selectata de pe maneta selectorului de viteze. Doar prin acționarea completa a pedalei de accelerație (kick-down) era posibila schimbarea dintr-o treapta de viteza superioara intr-o treapta de viteza inferioara a cutiei automatice, pentru obținerea unei accelaratii maxime.

## Cifrele de producție
| Model | Unități |
| ----- | ------- |
| 190C  | 130.554 |
| 190Dc | 225.645 |
| 200   | 70.207  |
| 200D  | 161.618 |
| 230   | 40.258  |

## Galerie imagini

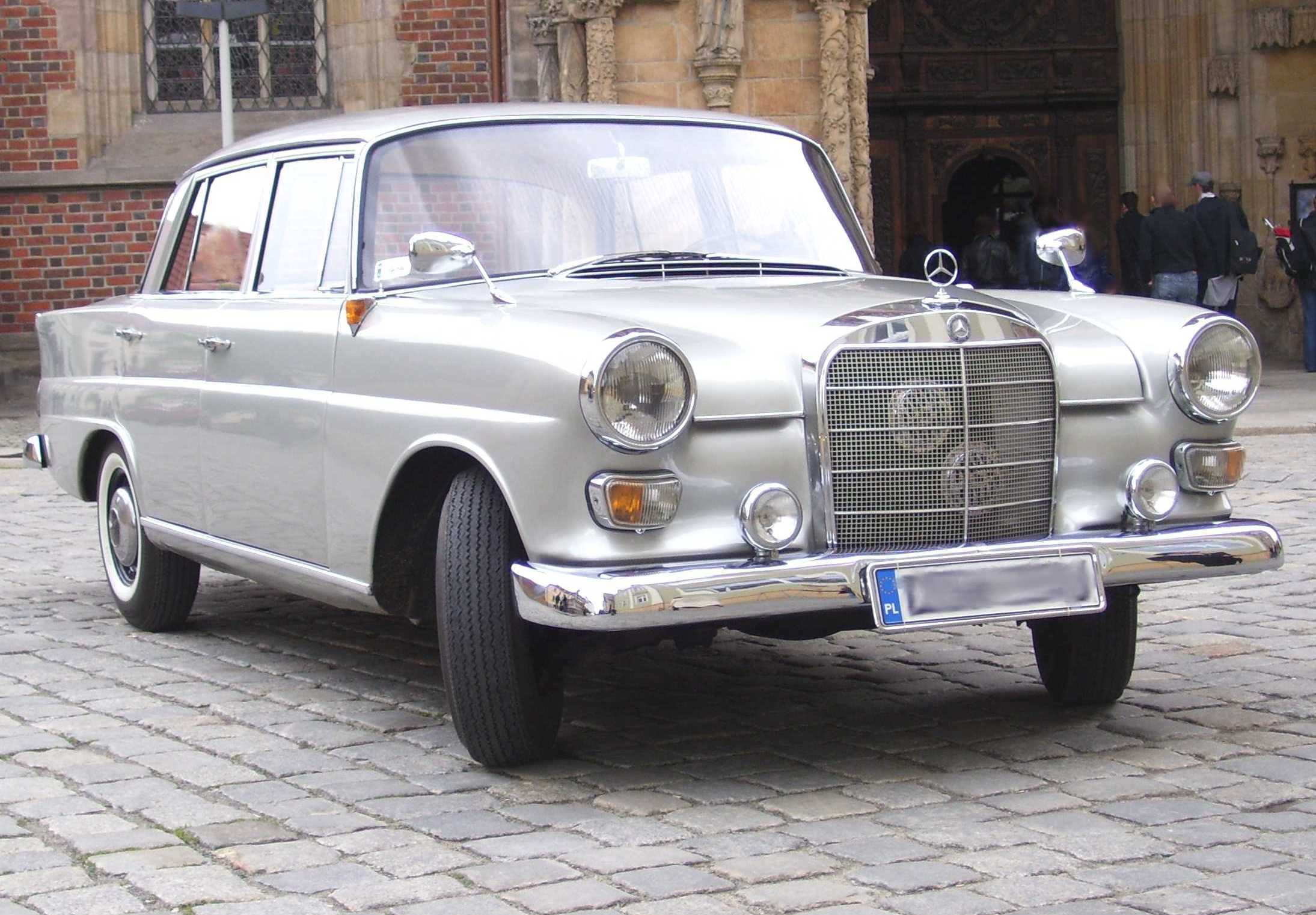
Mercedes W 110 190c (1961−1965)
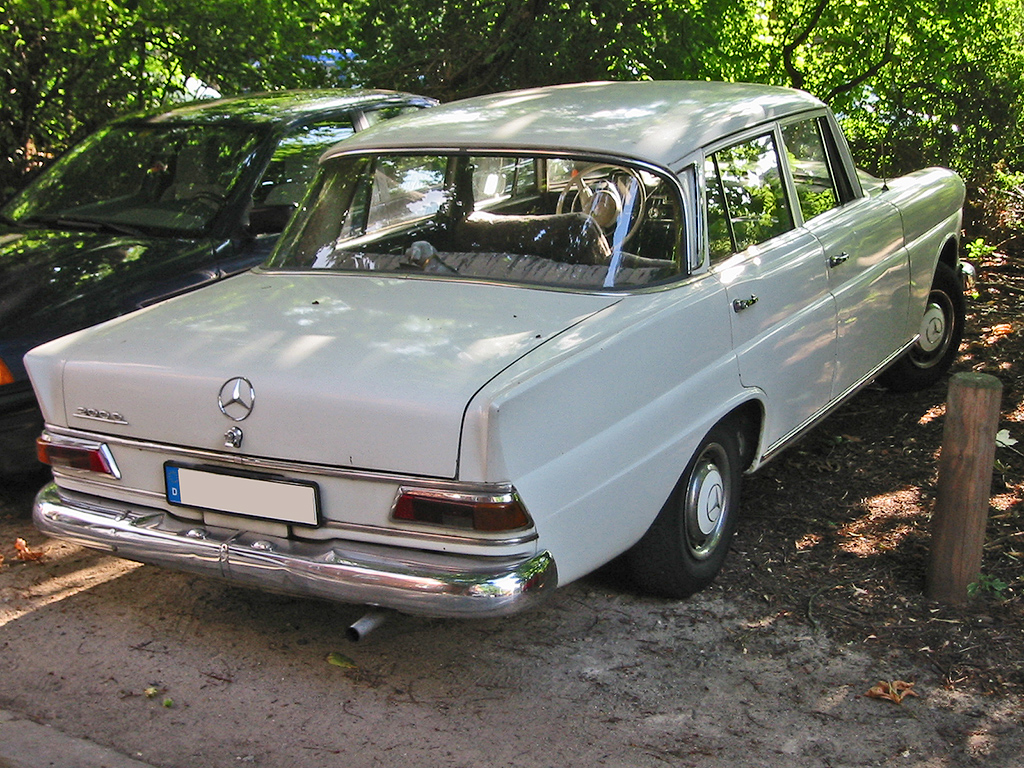
Mercedes W 110 / 200 D (1965−1968)
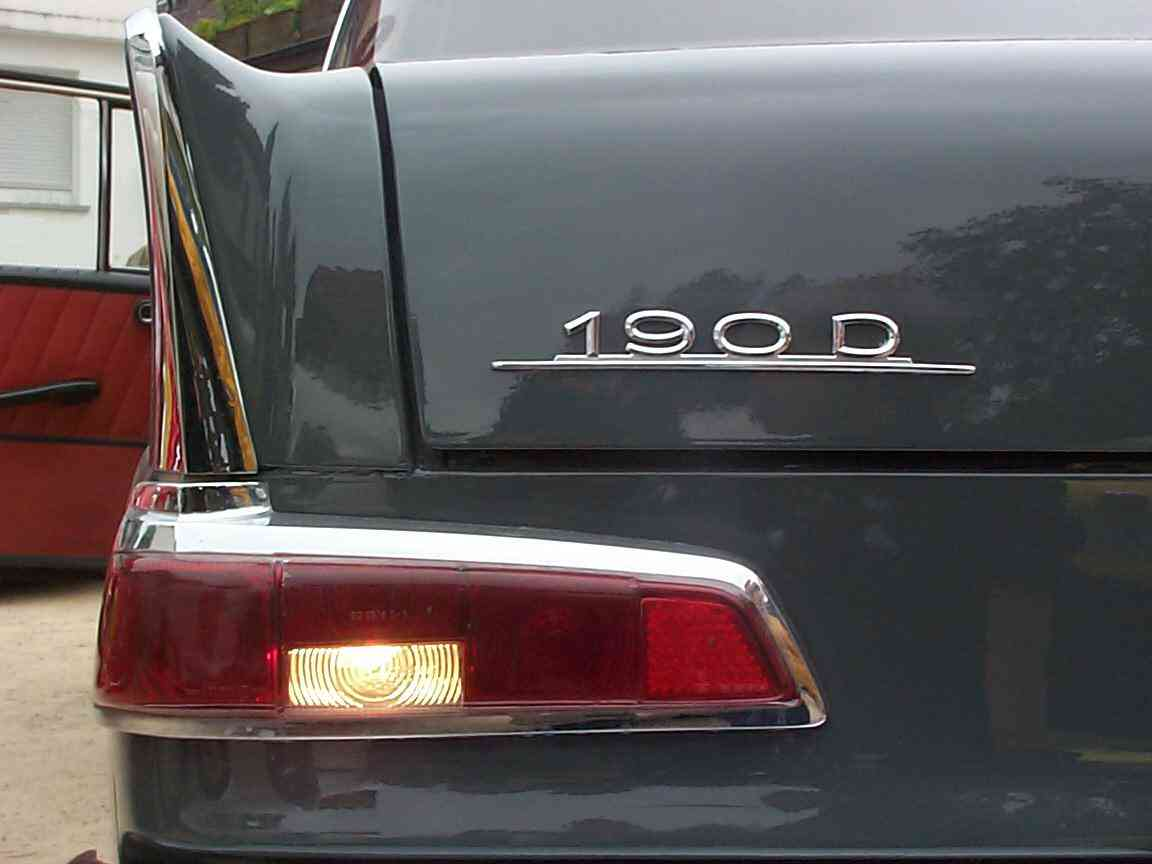
Spitznamengebendes Detaliu: Coada de randunica cromata a 190c
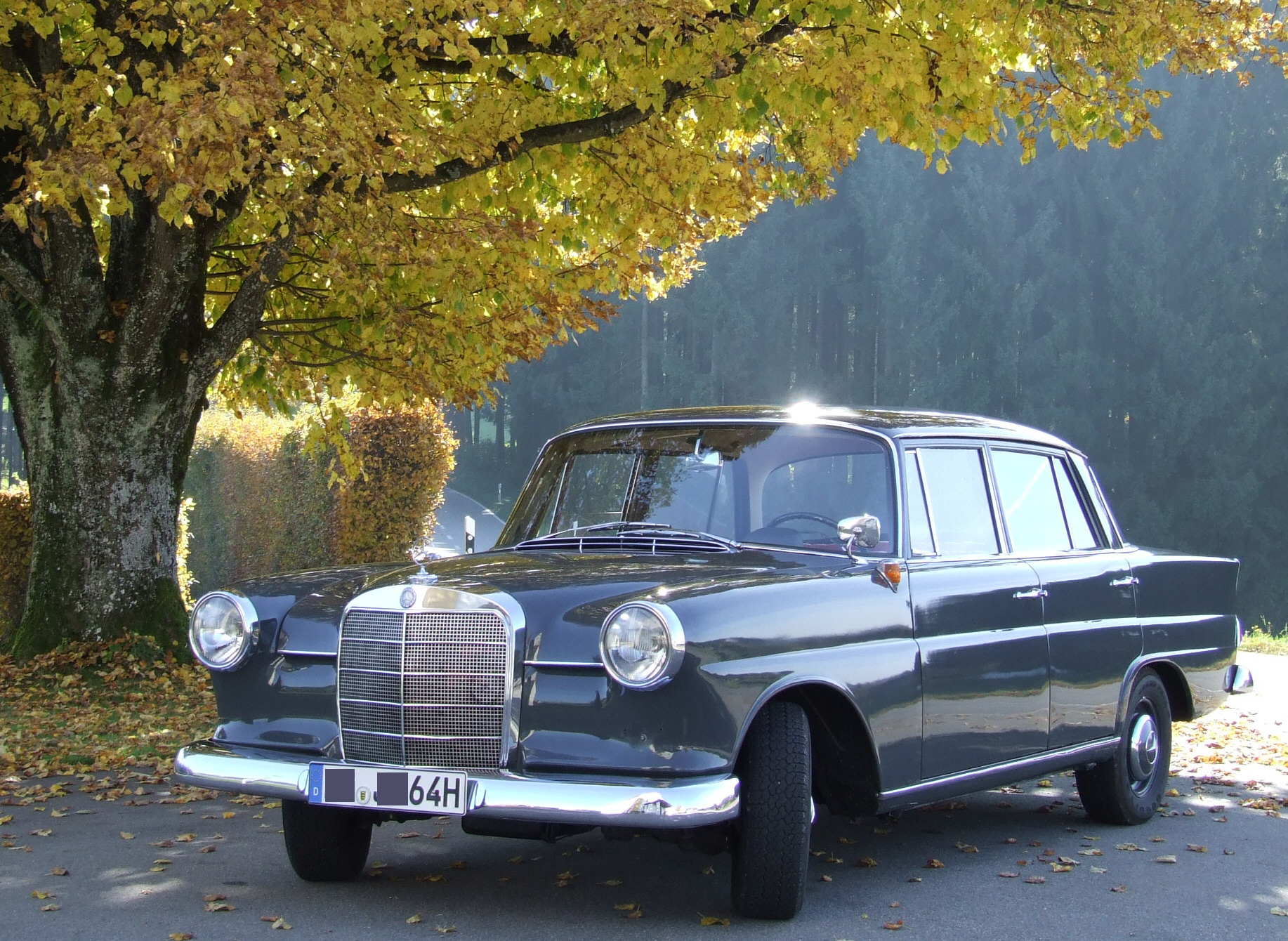
Mercedes W 110 Bj.1964 190c fara faruri de ceata